# Troisième Période intermédiaire
1069 – 664 av. J.-C.
Entités précédentes :
- Nouvel Empire

Entités suivantes :
- Basse Époque

La Troisième Période intermédiaire (v. 1069-664 av. J.-C.) est une période de transition qui relie les deux grandes époques du Nouvel Empire et de la Basse Époque, dernier chapitre de l'histoire de l'Égypte pharaonique.
Elle couvre une période de près de trois siècles, depuis le XIe siècle jusqu'au VIIe siècle av. J.-C., et est dominée par des dynasties issues de peuplades libyennes installées dans le delta du Nil et en Moyenne-Égypte notamment, tandis que la Haute-Égypte glisse peu à peu de l'emprise des prêtres d'Amon à l'influence de plus en plus importante du royaume de Napata.
Parmi les personnages illustres de cette époque, on peut citer :
- Psousennès Ier
- Siamon
- Pinedjem
- Ioupout
- Sheshonq Ier
- Sheshonq III
- Osorkon II
- Takélot
- Tefnakht
- Piânkhy
- Taharqa

## Dynasties de laIIIepériodeintermédiaire

### XXIedynastie
La XXIe dynastie est dite Tanite en raison de sa capitale sise à Tanis, dans le delta oriental du Nil. En parallèle, une dynastie de grands prêtres d'Amon règne sur la Haute-Égypte, depuis Assouan jusqu'à Teudjoï en Moyenne-Égypte, tandis que des dissensions internes au clergé se font de plus en plus fortes.
À la fin de la XXe dynastie, Ramsès XI a perdu tout pouvoir et le pays se divise : à partir d'environ 1080 av. J.-C., Hérihor, grand prêtre d'Amon à Thèbes, devient une sorte de pseudo-pharaon à Thèbes, tandis que Ramsès XI dirige le nord du pays. À sa mort, Smendès Ier, un inconnu peut-être apparenté à Hérihor fonde la XXIe dynastie, qui ne règne que sur la Basse-Égypte. Il installe sa capitale dans le Nord-Est du delta du Nil, à Tanis. Le clergé d'Amon continue à régner sur la Thébaïde, dans une vassalité toute théorique à l'égard du pharaon. Il faut noter que Psousennès Ier est le seul pharaon dont la tombe a été découverte totalement inviolée.
Durant cette période, la monarchie tente de se maintenir au Nord malgré la perte de ses possessions au Sud et au Levant à la fin du Nouvel Empire. Ainsi l'histoire d'Ounamon, et notamment le passage relatant la réticence du roi de Byblos à fournir des marchandises au temple d'Amon, témoigne de la perte de l'influence politique des pharaons dans la région. Cette perte de poids politique se conjugue à une perte d'importance économique. Celle-ci est due entre autres à la perte de l'accès aux mines d'or de Basse-Nubie et à l'essor progressif de l'argent dans les échanges commerciaux de la Méditerranée orientale, et dont l'Égypte ne bénéficie pas de gisements exploitables.

### XXIIedynastie
La XXIIe dynastie est dite bubastide en raison de sa ville d'origine, Bubaste. Il ne s'agit pas d'une dynastie autochtone : ses rois sont d'origine libyenne. Sa capitale reste à Tanis, et cette dynastie parvient à ses débuts à reformer l'unité du pays. Pendant ce XIe siècle av. J.-C., des tribus libyennes, les « Mâchaouach », s'infiltrent en Égypte et forment des chefferies dans l'ouest du delta. Vers 950 av. J.-C., un pharaon d'origine libyenne, Sheshonq Ier, monte sur le trône de Tanis après avoir épousé la fille du dernier pharaon de la XXIe dynastie. Il fonde ce qu'on appelle la XXIIe dynastie, dite libyenne. Une partie du clergé d'Amon se réfugie alors en Haute Nubie, plus précisément à Napata. Parmi les pharaons de cette dynastie, Osorkon II est connu en particulier par la « triade » qui est conservée au musée du Louvre.
Afin de restaurer le pouvoir royal sur l'ensemble de l'Égypte, Sheshonq Ier opte pour une stratégie népotiste : des membres de la famille royale sont placés à la tête des principales villes et institutions religieuses, afin de relayer localement l'autorité de la couronne. Pour ce faire, le pharaon prodigue de larges dons au institutions visées en échange de la nomination d'un membre de la famille royale à leur tête. Lorsque cela n'est pas possible, comme dans le cas du temple d'Amon à Thèbes, riche de ses nombreuses propriétés foncières, le pouvoir royal profite des divisions internes en offrant son soutien à une faction désavantagée, les prophètes d'Amon opposés aux prêtres purs en l'occurrence, en échange de la prise de contrôle ultérieure du temple. Si cette stratégie est efficace, comme en témoigne la longévité de certains règnes dont celui de Sheshonq III, elle est cependant coûteuse car il ne faut pas créer de rancœurs au sein de la famille, et donc offrir des « lots de consolation » aux membres qui ne reçoivent pas de charges. Pour y remédier, le pouvoir royal cherche à tirer profit des terres agricoles et des exportations. Il lance également plusieurs campagnes militaires en Judée et en Palestine, qui n'aboutiront qu'à des succès sans lendemain. Finalement, avec l'augmentation de la taille de la famille royale et la dispersion de son pouvoir entre tous ses membres, on observe un nouveau morcellement du royaume.

### XXIIIedynastie
La XXIIIe dynastie règne en parallèle avec la fin de la dynastie précédente et voit l'éclatement du territoire en plusieurs royaumes indépendants ; on parle parfois d'anarchie libyenne, car si ses pharaons sont apparentés ils forment un ensemble hétéroclite. Bien que dépourvue d'unité politique, la période n'est pas le théâtre de conflits permanents. Qualifier cette période d'anarchie résulte d'un préjugé contemporain contre le morcellement politique plus que de la réalité historique de l'époque.
Vers 818 av. J.-C., un autre pharaon libyen fonde la XXIIIe dynastie, et installe sa capitale à Léontopolis, également située dans l'est du delta. Ainsi deux pouvoirs se partagent le delta ; ils s'ajoutent au pouvoir thébain au sud et à celui de Napata en Haute Nubie. Osorkon III (XXIIIe dynastie) tente d'affaiblir le pouvoir du grand prêtre en confiant la charge de « divine adoratrice d'Amon » (voir Place de la femme en Égypte) à une princesse de sang royal, pour réconcilier sa dynastie et le clergé, mais en vain.

### XXIVedynastie
La XXIVe dynastie est dite saïte en raison de sa ville d'origine, Saïs, dans le delta occidental du Nil. Concurrent des roitelets de la XXIIIe dynastie, le prince de Saïs, Tefnakht, sera le seul à s'opposer véritablement à l'invasion des Nubiens, qui ouvrent la Basse Époque avec la XXVe dynastie.
Venant du sud cette fois, Piânkhy, roi nubien de Napata, conquiert la Haute-Égypte et cherche à s'emparer du delta pour achever la réunification. Mais c'est aussi un échec. À cette époque cohabitent les XXIVe dynastie « libyenne », dans le delta, et la XXVe dynastie « kouchite » dans le sud. Ces guerres affaiblissent profondément l'Égypte. La dynastie koushite parvient à conquérir l'ensemble du territoire, mais les Assyriens en profitent pour étendre leur empire au Proche-Orient, et en 667 av. J.-C. Assurbanipal impose sa suzeraineté aux roitelets égyptiens. Cela marque le début d'une longue série d'invasions qui se poursuivront, après la fin de la « Troisième Période intermédiaire », tout au long de la Basse Époque.

### XXVedynastie
Le morcellement politique progressif de l'Égypte à la fin de la Troisième Période intermédiaire se produit parallèlement à l'essor de la Nubie napatéenne. Ce pouvoir est en grande partie dû aux ressources disponibles sur son territoire (or, cuivre, produits agricoles) et son contrôle d'une partie des routes commerciales reliant la péninsule arabique à la Méditerranée en évitant les taxes pratiquées à Gaza. La Nubie conquiert rapidement l'Égypte et s'y maintient près d'un siècle, c'est la XXVe dynastie. Son apogée est atteint avec le Double Royaume de Taharqa, uni par le Nil. Sa puissance grandissante et ses tentatives d'expansion vers le Levant contrôlé par les Assyriens, conduit à plusieurs guerres contre ces derniers.
À l'issue de la dernière guerre, Assurbanipal rend indépendants de nombreux gouverneurs locaux dans le delta du Nil. Il pille la ville de Thèbes (664) en Haute-Égypte et refoule les Napatéens en amont de la première cataracte, avant de se retirer définitivement. La Nubie retrouve alors ses frontières d'avant la conquête, au cœur de l'actuel Soudan. Le pillage de Thèbes la prive de toute assise sur le chemin de la mer Méditerranée, pendant que la Basse-Égypte cesse d'être une menace pour le Proche-Orient assyrien. Assurbanipal couronne un potentat du delta, Psammétique Ier, roi de Saïs et surtout de Memphis.

## Art de la Troisième Période intermédiaire

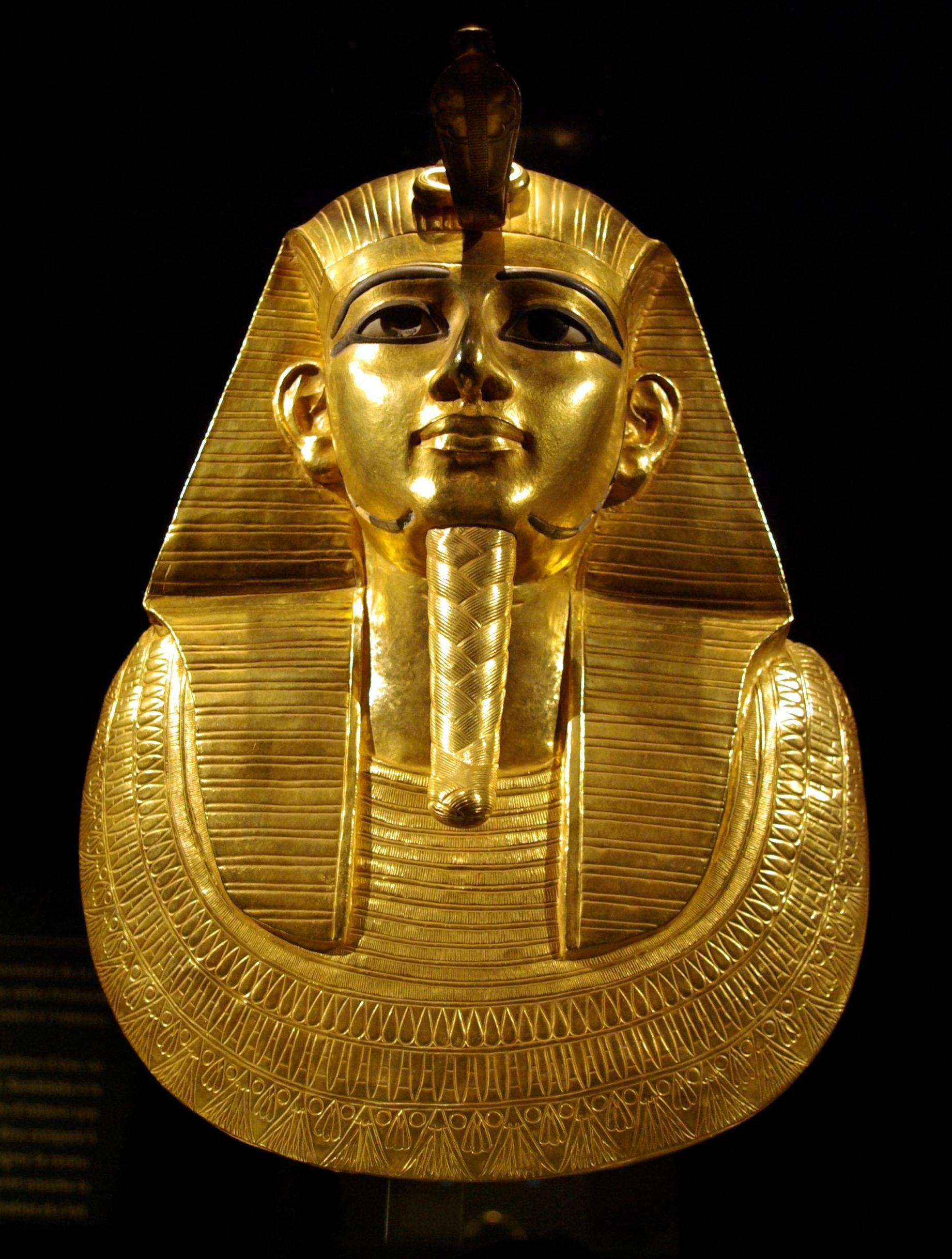
Masque funéraire de Psousennès Ier.
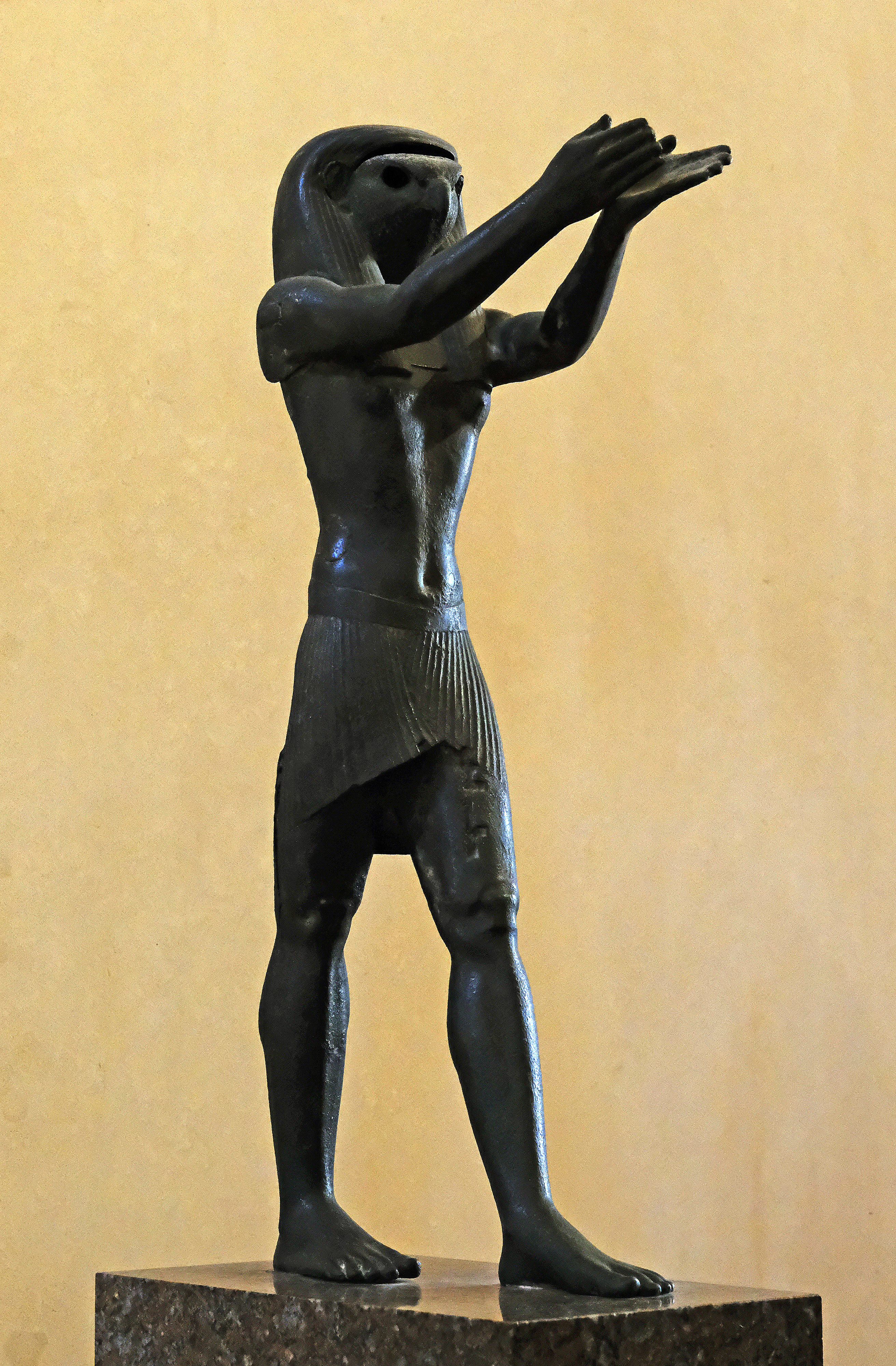
Statue du dieu Horus. Louvre